# Сосновка (Іскітимський район)
Сосновка (рос. Сосновка) — село в Іскітимському районі Новосибірської області Російської Федерації.
Входить до складу муніципального утворення Совхозна сільрада. Населення становить 681 особа (2010).

## Історія
Згідно із законом від 2 червня 2004 року органом місцевого самоврядування є Совхозна сільрада.

## Населення
| 2002 | 2007 | 2010 |
| ---- | ---- | ---- |
| 717  | ↗798 | ↘681 |